# Liste des héritiers du trône des Deux-Siciles
Cet article donne la liste des héritiers du trône des Deux-Siciles depuis la fondation du royaume des Deux-Siciles en 1816 jusqu'à sa dissolution en 1861. Les règles de succession ont inclus la loi salique et systématiquement désigné l'héritier en termes de primogéniture agnatique. L'aîné des descendants mâles du roi des Deux-Siciles a porté le titre de duc de Calabre.

## Liste des héritiers par dynastie
Le nom de la dynastie indiqué se réfère au souverain alors en place. Les héritiers peuvent appartenir à d'autres dynasties.
Les héritiers qui sont montés par la suite sur le trône sont indiqués en gras.

### Maison de Bourbon-Deux-Siciles (1816-1861)
| Héritier                                                            | Héritier                                     | Parenté avec le roi | Devient héritier                        | Cesse d'être héritier                                   | Durée                      | 2e dans l'ordre de succession parenté avec l'héritier, dates             | Roi dates de règne                                |
| Portrait                                                            | Nom                                          | Parenté avec le roi | Devient héritier                        | Cesse d'être héritier                                   | Durée                      | 2e dans l'ordre de succession parenté avec l'héritier, dates             | Roi dates de règne                                |
| ------------------------------------------------------------------- | -------------------------------------------- | ------------------- | --------------------------------------- | ------------------------------------------------------- | -------------------------- | ------------------------------------------------------------------------ | ------------------------------------------------- |
|                                                                     | François, duc de Calabre futur François Ier  | fils                | 12 décembre 1816 avènement de son père  | 4 janvier 1825 son avènement                            | 8 ans et 23 jours          | Ferdinand son fils                                                       | Ferdinand Ier (12 décembre 1816 - 4 janvier 1825) |
|                                                                     | Ferdinand, duc de Calabre futur Ferdinand II | fils                | 4 janvier 1825 avènement de son père    | 8 novembre 1830 son avènement                           | 5 ans, 10 mois et 4 jours  | Charles-Ferdinand, prince de Capoue son frère                            | François Ier (4 janvier 1825 - 8 novembre 1830)   |
|                                                                     | Charles-Ferdinand, prince de Capoue          | frère               | 8 novembre 1830 avènement de son frère  | 6 janvier 1836 naissance de son neveu                   | 5 ans, 1 mois et 29 jours  | Léopold, comte de Syracuse son frère                                     | Ferdinand II (8 novembre 1830 - 22 mai 1859)      |
|                                                                     | François, duc de Calabre futur François II   | fils                | 6 janvier 1836 sa naissance             | 22 mai 1859 son avènement                               | 23 ans, 4 mois et 16 jours | Charles-Ferdinand, prince de Capoue son oncle (6 janvier - 5 avril 1836) | Ferdinand II (8 novembre 1830 - 22 mai 1859)      |
| Léopold, comte de Syracuse son oncle (5 avril 1836 - 1er août 1838) | François, duc de Calabre futur François II   | fils                | 6 janvier 1836 sa naissance             | 22 mai 1859 son avènement                               | 23 ans, 4 mois et 16 jours |                                                                          | Ferdinand II (8 novembre 1830 - 22 mai 1859)      |
| Louis, comte de Trani son demi-frère (1er août 1838 - 22 mai 1859)  | François, duc de Calabre futur François II   | fils                | 6 janvier 1836 sa naissance             | 22 mai 1859 son avènement                               | 23 ans, 4 mois et 16 jours |                                                                          | Ferdinand II (8 novembre 1830 - 22 mai 1859)      |
|                                                                     | Louis, comte de Trani                        | demi-frère          | 22 mai 1859 avènement de son demi-frère | 13 février 1861 dissolution du royaume des Deux-Siciles | 1 an, 8 mois et 22 jours   | Alphonse, comte de Caserte son frère                                     | François II (22 mai 1859 - 13 février 1861)       |